# Цкордза
Цкордза (груз. წყორძა) — село в Грузии, на территории Ахалцихского муниципалитета края (мхаре) Самцхе-Джавахети.

## География
Село находится в южной части Грузии, на левом берегу реки Уравели (левый приток Куры), на расстоянии приблизительно 7 километров (по прямой) к юго-востоку от города Ахалцихе, административного центра муниципалитета. Абсолютная высота — 1142 метра над уровнем моря.

## Население
По результатам официальной переписи населения 2014 года, в Цкордзе проживало 95 человек (45 мужчин и 50 женщин). В национальной структуре населения грузины составляли 100 %.
| Год  | Население, человек |
| ---- | ------------------ |
| 2002 | 136                |
| 2014 | ↘ 95               |